# So Near, Yet so Far
So Near, Yet so Far é um filme mudo norte-americano de 1912 em curta-metragem, do gênero drama, dirigido por D. W. Griffith. Cópias do filme encontram-se conservadas no Museu de Arte Moderna dos Estados Unidos.